# Kouření

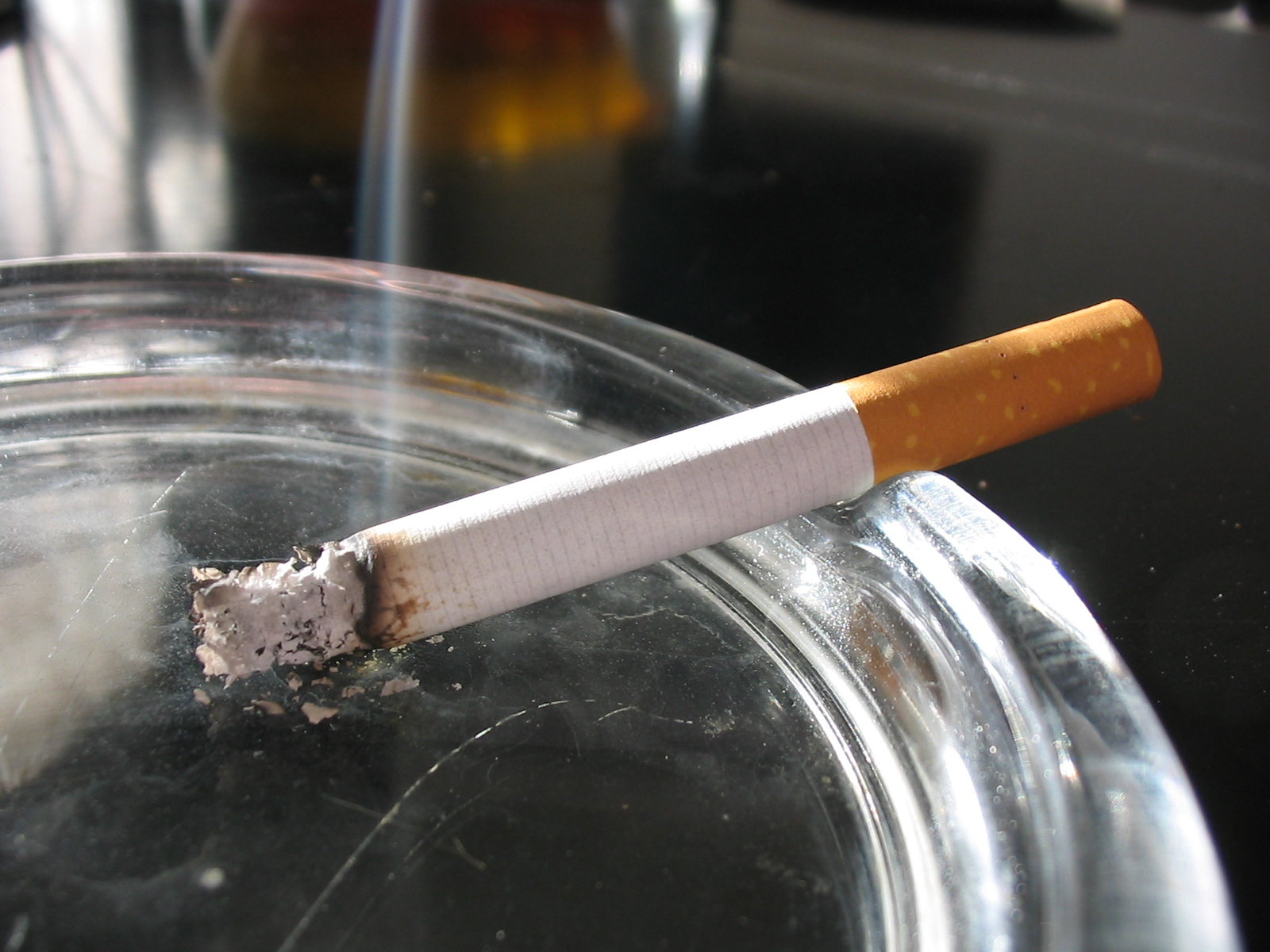
Nejběžnější forma kuřiva jsou v současné době cigarety

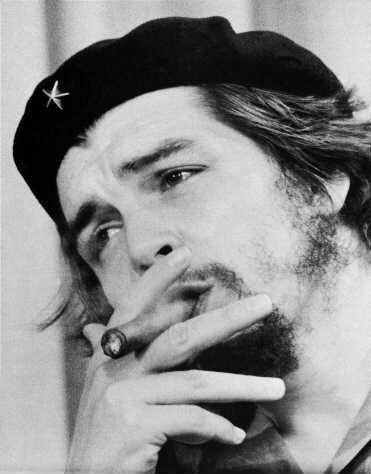
Che Guevara kouřící doutník

Kouření je činnost, při které je skrze spalování nějaké látky, nejčastěji tabáku nebo marihuany, uvolňován a následně vdechován či ochutnáván její kouř obsahující pevné částice. Tabák může být kouřen v cigaretách, existují ale i jiné způsoby, mezi které patří např. kouření dýmky, doutníku či vodní dýmky.
Kouření mělo jistý společenský význam; zatímco v 19. století a na počátku století dvacátého bylo považováno za symbol určité společenské úrovně, na konci dvacátého století byla prokázána jeho škodlivost spojená se vznikem karcinomu plic a dalších onemocnění. Od začátku dvacátého prvního století je proto proti němu vedena rozsáhlá kampaň.
K nejčastějším rizikům spojených s inhalací tabákového kouře patří poškození plicních dýchacích cest, což může vést k smrti. Při spalování tabáku vzniká karcinogenní benzo[a]pyren, dehet, a uvolňuje se kadmium a zhruba dalších 5000 škodlivých látek. Uvolňuje se také nikotin, který vyvolává na kouření silnou závislost. V místnosti, kde se kouří, vzniká riziko pasivního kuřáctví, při kterém vdechují nekuřáci kouř kuřáků. S tímto souvisí i zákaz kouření, který je v některých zemích různě stanoven.
Ve většině zemí je prodej tabákových výrobků (a potažmo tedy i kouření) omezen zákonem, v mnoha zemích včetně České republiky jsou postihovány či omezovány i některé formy kouření jako takového (zejména na některých veřejných místech, v České republice např. ve společných prostorách domů či v restauracích). Přísné protikuřácké zákony má například Dánsko. Dne 9. prosince 2016 schválila Poslanecká sněmovna Parlamentu České republiky zákon o ochraně zdraví před škodlivými účinky návykových látek, který od 31. května 2017 přikazuje úplný zákaz kouření v restauracích, hospodách a dále pak ze zákona platí zákaz kouření (i elektronických cigaret) na zastávkách hromadné dopravy po celé ČR.
Kouření je rizikový faktor u 6 z 8 hlavních příčin úmrtí ve světě. Ročně ve světě zabije okolo 8 milionů lidí. Celosvětové náklady spojené s kouřením byly roku 2016 odhadovány na bilion dolarů, tedy zhruba 300 Kč na obyvatele planety za měsíc. Roku 2018 se v USA vybralo na daních spojených s kouřením 27 miliard dolarů, ale kouření si vyžádalo výdaje 600 miliard dolarů.
V České republice podle vládních odhadů z roku 2019 kouří denně asi dva miliony lidí.
Novozélandská vláda v roce 2021 oznámila, že v roce 2025 postaví kouření mimo zákon a roce 2022 výrazně sníží povolené množství nikotinu v tabákových výrobcích.